# Danh sách giải thưởng và đề cử của Ngô Trác Hy
Ngô Trác Hy có tên tiếng Anh là Ron Ng (sinh ngày 2 tháng 9 năm 1979 tại Hồng Kông thuộc Anh) là một nam diễn viên truyền hình - diễn viên điện ảnh, người mẫu, người mẫu ảnh, vũ công kiêm ca sĩ nổi tiếng người Hồng Kông. Anh từng là diễn viên độc quyền của hãng TVB.

## Giải thưởng

### Children's Song Awards
| Năm  | Hạng Mục                 | Tác Phẩm Đề Cử | Kết Quả   | Ghi Chú |
| ---- | ------------------------ | -------------- | --------- | ------- |
| 2005 | Top Ten Children's Songs |                | Đoạt giải |         |

### China Fashion Carnival
| Năm  | Hạng Mục                 | Tác Phẩm Đề Cử | Kết Quả   | Ghi Chú |
| ---- | ------------------------ | -------------- | --------- | ------- |
| 2009 | Most Fashionable Artiste |                | Đoạt giải |         |

### Esquire Magazine Awards
| Năm  | Hạng Mục            | Tác Phẩm Đề Cử | Kết Quả   | Ghi Chú |
| ---- | ------------------- | -------------- | --------- | ------- |
| 2009 | Most Promising Star |                | Đoạt giải |         |

### Fung Yan Award
| Năm  | Hạng Mục            | Tác Phẩm Đề Cử | Kết Quả   | Ghi Chú |
| ---- | ------------------- | -------------- | --------- | ------- |
| 2008 | Potential Star      |                | Đoạt giải |         |
| 2008 | Favourite Character |                | Đoạt giải |         |

### Guardian's Number One Most Healthy Award
| Năm  | Hạng Mục       | Tác Phẩm Đề Cử | Kết Quả   | Ghi Chú |
| ---- | -------------- | -------------- | --------- | ------- |
| 2004 | Charming Award |                | Đoạt giải |         |

### HIM Magazine Awards
| Năm  | Hạng Mục    | Tác Phẩm Đề Cử | Kết Quả   | Ghi Chú |
| ---- | ----------- | -------------- | --------- | ------- |
| 2009 | Cover Award |                | Đoạt giải |         |

### Hits Television Drama Awards
| Năm  | Hạng Mục                   | Tác Phẩm Đề Cử | Kết Quả   | Ghi Chú |
| ---- | -------------------------- | -------------- | --------- | ------- |
| 2006 | Popular Television Artiste |                | Đoạt giải |         |

### Hong Kong's Future Big-Time Celebrity
| Năm  | Hạng Mục                            | Tác Phẩm Đề Cử | Kết Quả   | Ghi Chú |
| ---- | ----------------------------------- | -------------- | --------- | ------- |
| 2007 | Hong Kong Future Big-Time Celebrity |                | Đoạt giải |         |
| 2007 | Most Popular Artiste                |                | Đoạt giải |         |

### Jade Solid Gold Awards

#### Jade Solid Gold Second round
| Năm  | Hạng Mục       | Tác Phẩm Đề Cử | Kết Quả   | Ghi Chú |
| ---- | -------------- | -------------- | --------- | ------- |
| 2005 | Newcomer Award |                | Đoạt giải |         |

#### Jade Solid Gold Top 10 Awards
| Năm  | Hạng Mục                         | Tác Phẩm Đề Cử | Kết Quả   | Ghi Chú |
| ---- | -------------------------------- | -------------- | --------- | ------- |
| 2005 | The Most Popular New Male Artist |                | Đoạt giải |         |
| 2006 | Favorite Newcomer Male Award     |                | Đoạt giải |         |

### Lui Ting 881 Who Can Stand Against Me
| Năm  | Hạng Mục               | Tác Phẩm Đề Cử | Kết Quả   | Ghi Chú |
| ---- | ---------------------- | -------------- | --------- | ------- |
| 2006 | Beautiful Voice Daddy  |                | Đoạt giải |         |
| 2006 | Most Potential Artiste |                | Đoạt giải |         |

### Metroshowbiz Hit Awards
| Năm  | Hạng Mục                     | Tác Phẩm Đề Cử | Kết Quả   | Ghi Chú |
| ---- | ---------------------------- | -------------- | --------- | ------- |
| 2005 | Hit Awards 2005 Karaoke Song |                | Đoạt giải |         |
| 2007 | Most Popular Male Actor      |                | Đoạt giải |         |

### Metro ShowBiz TV Awards
| Năm  | Hạng Mục                | Tác Phẩm Đề Cử | Kết Quả   | Ghi Chú |
| ---- | ----------------------- | -------------- | --------- | ------- |
| 2003 | Most Popular Male Actor |                | Đoạt giải |         |

### Next Magazine Awards

#### Next Television Award
| Năm  | Hạng Mục                             | Tác Phẩm Đề Cử | Kết Quả   | Ghi Chú |
| ---- | ------------------------------------ | -------------- | --------- | ------- |
| 2004 | The Most "Bright Future" Male Actor  |                | Đoạt giải |         |
| 2004 | The Most Outstanding Style New Actor |                | Đoạt giải |         |
| 2005 | Top Ten Artiste Number 10            |                | Đoạt giải |         |

#### Next Magazine TV Awards
| Năm  | Hạng Mục            | Tác Phẩm Đề Cử | Kết Quả   | Ghi Chú |
| ---- | ------------------- | -------------- | --------- | ------- |
| 2007 | Top Ten TV Artistes |                | Đoạt giải |         |
| 2009 | Top Ten TV Artistes |                | Đoạt giải |         |

### QQ Entertainment Award
| Năm  | Hạng Mục                    | Tác Phẩm Đề Cử | Kết Quả   | Ghi Chú |
| ---- | --------------------------- | -------------- | --------- | ------- |
| 2008 | Favorite Hong Kong TV Actor |                | Đoạt giải |         |

### Shanghai TV Festival
| Năm  | Hạng Mục             | Tác Phẩm Đề Cử | Kết Quả   | Ghi Chú |
| ---- | -------------------- | -------------- | --------- | ------- |
| 2003 | Most Potential Actor |                | Đoạt giải |         |

### Singapore Entertainment Awards
| Năm  | Hạng Mục                                       | Tác Phẩm Đề Cử | Kết Quả   | Ghi Chú |
| ---- | ---------------------------------------------- | -------------- | --------- | ------- |
| 2008 | My Most Favourite Hong Kong Drama Series Actor |                | Đoạt giải |         |
| 2008 | OMY Web Hottest Celeb                          |                | Đoạt giải |         |

### The Most Healthy Appearance Award
| Năm  | Hạng Mục                   | Tác Phẩm Đề Cử | Kết Quả   | Ghi Chú |
| ---- | -------------------------- | -------------- | --------- | ------- |
| 2004 | Top Ten Healthiest Artiste |                | Đoạt giải |         |
| 2004 | Armani Active Award        |                | Đoạt giải |         |

### TVB Awards

#### TVB Anniversary Awards
| Lần | Năm  | Hạng Mục                                          | Tác Phẩm Đề Cử      | Kết Quả   | Ghi Chú |
| --- | ---- | ------------------------------------------------- | ------------------- | --------- | ------- |
| 37  | 2004 | Nam diễn viên tiến bộ nhất                        | Song long đại Đường | Đoạt giải |         |
| 39  | 2006 | Nam diễn viên chính xuất sắc nhất                 |                     | Đề cử     |         |
| 39  | 2006 | Nam nhân vật được yêu thích nhất                  |                     | Đề cử     |         |
| 40  | 2007 | Nam diễn viên chính xuất sắc nhất                 |                     | Đề cử     |         |
| 40  | 2007 | Nam nhân vật được yêu thích nhất                  |                     | Đề cử     |         |
| 40  | 2007 | Mainland Most Popular TVB Male Artist             |                     | Đoạt giải |         |
| 41  | 2008 | Nam nhân vật được yêu thích nhất                  |                     | Đề cử     |         |
| 41  | 2008 | Favourite Actor (in Mainland China)               |                     | Đề cử     |         |
| 41  | 2008 | TVB Long Term Service and Outstanding Staff Award |                     | Đoạt giải |         |
| 42  | 2009 | Nam diễn viên phụ xuất sắc nhất                   |                     | Đề cử     |         |
| 42  | 2009 | TVB.com Popular Artist                            |                     | Đề cử     |         |
| 43  | 2010 | Nam diễn viên phụ xuất sắc nhất                   | Nữ hoàng văn phòng  | Đề cử     |         |
| 44  | 2011 | Nam diễn viên chính xuất sắc nhất                 | Đoàn viên           | Đề cử     | [ 2 ]   |
| 45  | 2013 | Nam nhân vật được yêu thích nhất                  | Bao la vùng trời II | Đề cử     |         |
| 46  | 2014 | Nam nhân vật được yêu thích nhất                  | Vòng xoáy thiện ác  | Đề cử     |         |

#### TVB Children's Songs Award
| Năm  | Hạng Mục                             | Tác Phẩm Đề Cử | Kết Quả   | Ghi Chú |
| ---- | ------------------------------------ | -------------- | --------- | ------- |
| 2006 | Ten Best Songs for "Ultimate Battle" |                | Đoạt giải |         |
| 2009 | Top Ten Children's Songs             |                | Đoạt giải |         |

#### TVB Star Awards Malaysia
| Năm  | Hạng Mục                                | Tác Phẩm Đề Cử                    | Kết Quả   | Ghi Chú |
| ---- | --------------------------------------- | --------------------------------- | --------- | ------- |
| 2005 | Nhân vật TVB được yêu thích             | Song long đại Đường               | Đoạt giải |         |
| 2006 | Nam diễn viên chính được yêu thích nhất | Sóng gió khách sạn                | Đề cử     |         |
| 2006 | Nhân vật TVB được yêu thích             | Sóng gió khách sạn                | Đoạt giải |         |
| 2008 | Nhân vật TVB được yêu thích             | Cảnh sát mới ra trường            | Đoạt giải |         |
| 2008 | Nhạc phim được yêu thích nhất           | "Breakthrough" (với Mã Quốc Minh) | Đoạt giải |         |
| 2011 | Nhân vật TVB được yêu thích             | Bằng chứng thép III               | Đoạt giải |         |
| 2012 | Nhân vật TVB được yêu thích             | Nam nữ chọn nhà                   | Đoạt giải |         |
| 2013 | Nhân vật TVB được yêu thích             | Bao la vùng trời II               | Đoạt giải |         |

#### TVB Weekly Magazine Most Popular Idol Award
| Năm  | Hạng Mục                                          | Tác Phẩm Đề Cử | Kết Quả   | Ghi Chú |
| ---- | ------------------------------------------------- | -------------- | --------- | ------- |
| 2005 | Most Popular Idol (Male)                          |                | Đoạt giải |         |
| 2005 | Most Popular Ancient Times Character Award (Male) |                | Đoạt giải |         |

### TV Series Themes Awards
| Năm  | Hạng Mục                                     | Tác Phẩm Đề Cử | Kết Quả   | Ghi Chú |
| ---- | -------------------------------------------- | -------------- | --------- | ------- |
| 2006 | Most Potential Artiste in Hong Kong Vicinity |                | Đoạt giải |         |

### Ultimate Song King
| Năm  | Hạng Mục                            | Tác Phẩm Đề Cử | Kết Quả   | Ghi Chú |
| ---- | ----------------------------------- | -------------- | --------- | ------- |
| 2006 | Most Potential Newcomer (Hong Kong) |                | Đoạt giải |         |

### Yahoo! Awards

#### Yahoo! Buzz Awards
| Năm  | Hạng Mục                    | Tác Phẩm Đề Cử | Kết Quả   | Ghi Chú |
| ---- | --------------------------- | -------------- | --------- | ------- |
| 2009 | Most Popular TV Male Artist |                | Đoạt giải |         |

#### Yahoo! Most Searched Artistes Awards
| Năm  | Hạng Mục                                     | Tác Phẩm Đề Cử | Kết Quả   | Ghi Chú |
| ---- | -------------------------------------------- | -------------- | --------- | ------- |
| 2005 | Yahoo! Most Searched Television Male Artiste |                | Đoạt giải |         |

#### Yahoo Popularity Awards
| Năm  | Hạng Mục                                | Tác Phẩm Đề Cử | Kết Quả   | Chú Thích |
| ---- | --------------------------------------- | -------------- | --------- | --------- |
| 2003 | Most Searched Rising-Popularity Artiste |                | Đoạt giải |           |
| 2008 |                                         |                | Đoạt giải |           |